# Gentiana haengstii
Gentiana haengstii là một loài thực vật có hoa trong họ Long đởm. Loài này được Hausm. mô tả khoa học đầu tiên năm 1889.